# V349 Возничего
V349 Возничего (лат. V349 Aurigae) — одиночная переменная звезда в созвездии Возничего на расстоянии (вычисленном из значения параллакса) приблизительно 12453 световых лет (около 3818 парсеков) от Солнца. Видимая звёздная величина звезды — от +13,6m до +12,9m.

## Характеристики
V349 Возничего — красная углеродная пульсирующая медленная неправильная переменная звезда (LB:) спектрального класса C или R8. Эффективная температура — около 3783 K.